# Gaité Club Saïda
 (octobre 2021).
Si vous disposez d'ouvrages ou d'articles de référence ou si vous connaissez des sites web de qualité traitant du thème abordé ici, merci de compléter l'article en donnant les références utiles à sa vérifiabilité et en les liant à la section « Notes et références ».
 (octobre 2021).
- Si vous ne connaissez pas le sujet, laissez ce bandeau (vous pouvez alors contacter les auteurs).
- Si vous supprimez le contenu mis en cause (vous pouvez préalablement contacter les auteurs),

argumentez précisément cette suppression dans la page de discussion
(un manque de référence n'est pas un argument ; une recherche réelle de référence doit avoir été effectuée, être formellement documentée).
Pour les articles homonymes, voir GCS.
Maillots
La Gaité Club Saïda (en arabe : نادي ابتهاج سعيدة), plus couramment abrégé en GC Saïda, est un club algérien de football fondé en 1918 puis disparu en 1962, et situé dans la ville de Saïda.
Il évoluait au stade municipal de Saïda (actuellement Stade des Frères-Braci).

## Histoire
La Gaité Club Saïda est créé en 1918 dans la ville de Saïda, par des colons européens qui étaient des amateurs de sport et de football.
Le club évolue en Championnat de la Ligue d'Oranie .
La GC Saïda dispute la phase finale de la Coupe d'Afrique du Nord pour la première fois le 6 février 1938, en étant éliminé par l' AS Saint-Eugène, ,.

## Palmarès

### Section football
| Compétitions nationales                                                                                            |
| --- |
| - Ligue d'Oran de Football Association,: - Division Promotion d'honneur : - Champion : 1938 - Vice-champion :1953. |

### Classement en championnat d'Oranie par année
- 1920-21 :
- 1921-22 :
- 1922-23 :
- 1923-24 :
- 1924-25 :
- 1925-26 :
- 1926-27 :
- 1927-28 :
- 1928-29 :
- 1929-30 :
- 1930-31 :
- 1931-32 :
- 1932-33 : Promotion d'Honneur, 4e
- 1933-34 : Promotion d'Honneur, ?e
- 1934-35 : Promotion d'Honneur, 4e
- 1935-36 : Promotion d'Honneur, ?e
- 1936-37 : Promotion d'Honneur, 5e
- 1937-38 : Promotion d'Honneur, 1re Champion
- 1938-39 : Division d'Honneur, 10e
- 1939-40 :
- 1940-41 :
- 1941-42 :
- 1942-43 :
- 1943-44 :
- 1944-45 :
- 1945-46 :
- 1946-47 : Division d'Honneur, 9e
- 1947-48 : Division d'Honneur, 4e
- 1948-49 : Division d'Honneur, 5e
- 1949-50 : Division d'Honneur, 12e
- 1950-51 : Promotion d'Honneur, 9e
- 1951-52 : Promotion d'Honneur, 8e
- 1952-53 : Promotion d'Honneur, 2e
- 1953-54 : Division d'Honneur, 12e
- 1954-55 : Promotion d'Honneur Gr.Est, 5e
- 1955-56 : Promotion d'Honneur Gr.Est, ?e
- 1956-57 :
- 1957-58 :
- 1958-59 :
- 1959-60 :
- 1960-61 :
- 1961-62 :

## Anciens joueurs
Quelques joueurs qui ont marqué l'histoire du Gaité Club Saïda.
- Ernest Libérati
- Gaston Talairach
- Tandjaoui Ahmed "Baccoco"
- Saïd Amara